# Jim Gibbons (homme politique irlandais)
James M. Gibbons (2 août 1924 - 20 décembre 1997) est un homme politique irlandais du Fianna Fáil qui est ministre de l'Agriculture de 1970 à 1973 et de 1977 à 1979, ministre de la Défense de 1969 à 1970 et secrétaire parlementaire du ministre des Finances de 1965 à 1969. Il est Teachta Dála (TD) pour la circonscription de Carlow – Kilkenny de 1957 à 1981 et de février 1982 à novembre 1982. Il est également Député européen de 1973 à 1977.

## Jeunesse
Gibbons est né à Bonnettsrath, dans le comté de Kilkenny, fils de Martin Gibbons, un agriculteur local, et de son épouse Agnes (née Bowe). Gibbons est né dans une famille politiquement engagée. Son oncle Seán Gibbons est élu au Dáil Éireann comme candidat de Cumann na nGaedheal aux élections générales de 1923, mais rejoint ensuite le Parti des agriculteurs et finalement le Fianna Fáil.
Gibbons fait ses études localement puis fréquente Kilkenny CBS et St Kieran's College. Il s'y forge une réputation sur le terrain sportif, remportant le titre de hurling des collèges de Leinster. Après avoir obtenu son Leaving Certificate, il étudie la médecine à l'University College de Dublin. Cependant, il abandonne ses études après deux ans pour retourner à Kilkenny où il se concentre sur l'agriculture. Gibbons achète plus tard une ferme de 300 acres à Pheasantgry, Dunmore, à environ six kilomètres de Kilkenny.

## Carrière politique
Gibbons milite dès son plus jeune âge, ayant rejoint le Fianna Fáil dans sa jeunesse. Il est coopté au conseil du comté de Kilkenny en 1954 et obtient son élection à cette autorité l'année suivante. Il reste conseiller départemental jusqu'en 1967.
Gibbons est élu au Dáil Éireann pour la circonscription de Carlow – Kilkenny aux élections générales de 1957. Il est réélu aux élections générales de 1961, mais il reste à l'arrière-ban pour un second mandat.
Après les élections générales de 1965, Gibbons obtient une promotion aux rangs ministériels subalternes sous Seán Lemass, lorsqu'il est nommé secrétaire parlementaire du ministre des Finances. À ce poste, il sert sous Jack Lynch et plus tard sous Charles Haughey.

### Ministre de la Défense (1969-1970)
Après la quatrième victoire consécutive du Fianna Fáil aux élections générales de 1969, Gibbons rejoint le cabinet de Jack Lynch en tant que ministre de la Défense. Son court mandat à ce poste est déterminant pour sa carrière politique. En août 1969, les troubles civils en Irlande du Nord éclatent et le gouvernement irlandais est contraint d'agir. Lynch exhorte son cabinet à adopter une ligne prudente et crée un sous-comité ministériel pour organiser l'aide et les secours d'urgence. Un fonds gouvernemental de 100 000 £ est créé pour venir en aide aux civils nationalistes forcés de quitter leurs foyers par les troubles, et Charles Haughey, en tant que ministre des Finances, gère cet argent. Le ministre de l'Agriculture, Neil Blaney, aurait envisagé avec le capitaine James Kelly d'importer des armes d'Europe continentale. Haughey fournit l'argent pour l'achat à partir de son fonds de secours civil et tente également d'organiser le dédouanement de l'expédition.
En mai 1970, la crise des armements éclate lorsque Haughey et Blaney sont limogés par Lynch lorsque le complot visant à importer des armes est révélé. Lors du procès sur les armes, Gibbons est le principal témoin de l'accusation et son témoignage contredit celui de Haughey. Haughey est déclaré non coupable, donc Gibbons est implicitement considéré comme malhonnête, une allégation qui l'a profondément affecté. Il n'a jamais été inculpé lui-même d'aucune infraction et est furieux qu'une motion de confiance du Dáil envers le gouvernement se soit transformée en un débat sur sa personne.

### Ministre de l'Agriculture et de la Pêche (1970-1973)
À la suite de la crise des armements et des limogeages ministériels, Gibbons est nommé ministre de l'Agriculture et de la Pêche. Lui-même agriculteur, il est respecté et apprécié de la communauté agricole et de ses représentants. Dans son nouveau poste, Gibbons a joué un rôle clé dans les négociations agricoles concernant l'entrée dans la Communauté économique européenne et dans la fusion des crémeries du pays.

### Dans l'opposition (1973-1977)
Le Fianna Fáil perd les élections au profit d'une coalition Fine Gael - Parti travailliste après les élections générales de 1973. Il reste un membre clé de l'équipe de Jack Lynch. Peu de temps après les élections législatives, il est nommé membre de la deuxième délégation de l'Oireachtas au Parlement européen. En 1975, Gibbons est nommé porte-parole pour l'agriculture. Charles Haughey, avec qui il s'est affronté lors de la crise des armements, rejoint également le banc avant.

### Ministre de l'Agriculture (1977-1979)
Après l'énorme triomphe du Fianna Fáil aux élections générales de 1977, le mandat de Gibbons en tant que député européen prend fin et il entre dans le nouveau cabinet de Jack Lynch en tant que ministre de l'Agriculture. Une fois de plus, sa nomination est bien accueillie par les agriculteurs.
En 1979, Gibbons affronte le ministre de la Santé et de la Protection sociale, Charles Haughey, au sujet du projet de loi sur la planification familiale. En tant que fervent catholique, Gibbons vote contre le projet de loi légalisant la vente de contraceptifs. Il est le premier ministre de l'histoire de l'État à voter contre son propre gouvernement, mais le Taoiseach, Jack Lynch, ne prend aucune mesure contre lui. Cette action ne fait qu'exacerber les mésententes entre Gibbons et Haughey.
En décembre 1979, Jack Lynch annonce sa démission de son poste de chef du Taoiseach et du Fianna Fáil. L'élection à la direction qui suit se transforme en une bataille directe entre Haughey et George Colley. Ce dernier a le soutien de presque tous les membres du cabinet existant ; cependant, une révolte d'arrière-ban permet à Haughey de devenir, de peu, le Taoiseach et le chef du parti.
Lors du remaniement ministériel qui en résulte, Gibbons et Bobby Molloy perdent leurs postes ministériels, Haughey ayant promu les députés d'arrière-ban qui l'avaient soutenu.

### Fin de carrière politique
Après son départ du cabinet, Gibbons est un critique virulent de la direction du Fianna Fáil par Haughey. Après avoir perdu son siège aux élections générales de 1981, il appelle ouvertement à un changement de direction au sein du parti.
Gibbons retrouve son siège aux élections générales de février 1982 et vote contre Haughey dans le cadre de l'élection à la direction proposé par Charlie McCreevy. En quittant Leinster House après le vote, il est attaqué par un certain nombre de partisans ivres du Fianna Fáil et jeté à terre. Un de ses amis chasse les assaillants. Par la suite, de nouvelles portes pivotantes sont érigées pour empêcher la foule de pénétrer dans le bâtiment du Parlement. L'incident est raconté par Desmond O'Malley dans la série documentaire RTÉ Seven Ages (bien qu'O'Malley ne mentionne pas Gibbons par son nom),.
Quelques semaines après cet incident, Gibbons est victime d'une crise cardiaque et n'a pas pu voter pour Haughey plus tard cette année-là dans le cadre d'une motion de censure, à la suite de quoi le gouvernement est tombé. Il perd son siège aux élections générales de novembre 1982 et se retire effectivement de la politique.

## Retraite
À la retraite, Gibbons souffre de problèmes de santé et subit plusieurs crises cardiaques et accidents vasculaires cérébraux. Il ne s'est jamais complètement remis de l'agression physique dont il a été victime devant le Dáil en 1982.
En 1986, Gibbons offre son soutien à Desmond O'Malley et aux nouveaux démocrates progressistes, estimant qu'il n'y a plus de place pour lui au sein du parti Fianna Fáil de Haughey. Son fils Martin Gibbons est élu au Dáil pour le nouveau parti lors des élections générales de 1987. En 1997, un autre fils, Jim Gibbons Jnr, est nommé par le Taoiseach Bertie Ahern comme membre du 21e Seanad.
Jim Gibbons est décédé le 20 décembre 1997 à l'âge de 73 ans. Il épouse Margaret (Peg) O'Neill en 1950 et ils ont cinq fils et six filles.